# Briefmarken-Jahrgang 1967 der Deutschen Bundespost Berlin
Der Briefmarken-Jahrgang 1967 der Deutschen Bundespost Berlin umfasste 17 Sondermarken und neun Dauermarken.
Der Nennwert der Marken betrug 6,50 DM; dazu kamen 1,10 DM als Zuschlag für wohltätige Zwecke und 4,60 DM für die Dauermarken.

## Liste der Ausgaben und Motive
Legende
- Bild: Eine bearbeitete Abbildung der genannten Marke. Das Verhältnis der Größe der Briefmarken zueinander ist in diesem Artikel annähernd maßstabsgerecht dargestellt. Sollten keine Marken abgebildet sein, liegt es daran, dass das Urheberrecht des Künstlers noch nicht erloschen ist.
- Beschreibung: Eine Kurzbeschreibung des Motivs und/oder des Ausgabegrundes. Bei ausgegebenen Serien oder Blocks werden die zusammengehörigen Beschreibungen mit einer Markierung versehen eingerückt.
- Wert: Der Frankaturwert der einzelnen Marke in Pfennig. Ein „+“ bedeutet, dass es sich um eine Zuschlagsmarke handelt (= Frankaturwert + Spende).
- Ausgabedatum: Das Datum des erstmaligen Verkaufs dieser Briefmarke.
- Gültig bis: Das Datum, an dem die Gültigkeit endete.
- Auflage: Soweit bekannt, wird hier die zum Verkauf angebotene Anzahl dieser Ausgabe angegeben.
- Entwurf: Soweit bekannt, wird hier angegeben, von wem der Entwurf dieser Marke stammt.
- Mi.-Nr.: Diese Briefmarke wird im Michel-Katalog unter der entsprechenden Nummer gelistet.

| Sondermarken | |                  |                       |                   |             |                        |         |
| Bild         | Beschreibung | Werte in Pfennig | Ausgabe- datum(1967)  | gültig bis        | Auflage     | Entwurf                | Mi.-Nr. |
|              | Für die Jugend 1967: Pelztiere - Wildkaninchen, Oryctolagus cuniculus                                                                                    | 10+5             | 4. April              | 31. Dezember 1968 | 2.682.000   | Paul Froitzheim        | 299     |
|              | - Hermelin, Mustela erminea | 20+10            | 4. April              | 31. Dezember 1968 | 2.905.000   | Paul Froitzheim        | 300     |
|              | - Feldhamster, Cricetus cricetus | 30+15            | 4. April              | 31. Dezember 1968 | 2.582.000   | Paul Froitzheim        | 301     |
|              | - Rotfuchs, Vulpes vulpes | 50+25            | 4. April              | 31. Dezember 1968 | 2.573.000   | Paul Froitzheim        | 302     |
|              | Berliner Kunstschätze - Büste eines jungen Mannes (Büste des Philibert le Beau, Herzog von Savoyen), von Conrat Meit (* 1470 und 1485, † 1550 oder 1551) | 10               | 21. Juni              | 31. Dezember 1969 | 30.000.000  | Ernst Finke            | 303     |
|              | - Kopf des Reiterstandbildes des Großen Kurfürsten, von Andreas Schlüter (um 1660–1714)                                                                  | 20               | 31. Oktober           | 31. Dezember 1969 | 10.000.000  | Ernst Finke            | 304     |
|              | - Detail des Magdalenenaltars der Stadtpfarrkirche St. Maria Magdalena in Münnerstadt: der Evangelist Markus, von Tilman Riemenschneider (1460–1531)     | 30               | 17. November          | 31. Dezember 1969 | 10.000.000  | Ernst Finke            | 305     |
|              | - Kopf der Victoria der Quadriga auf dem Brandenburger Tor, von Johann Gottfried Schadow (1764–1850)                                                     | 50               | 14. Oktober           | 31. Dezember 1969 | 7.500.000   | Ernst Finke            | 306     |
|              | - Madonna, Holzschnitzarbeit, von Joseph Anton Feuchtmayer (1696–1770)                                                                                   | 1 DM             | 17. November          | 31. Dezember 1969 | 4.500.000   | Ernst Finke            | 307     |
|              | - Holzstatue, Christus-Johannes-Gruppe, unbekannter Künstler aus Oberschwaben um 1320                                                                    | 1,10 DM          | 21. Juni              | 31. Dezember 1969 | 4.000.000   | Ernst Finke            | 308     |
|              | - Deutsche Funkausstellung in Berlin | 30               | 19. Juli              | 31. Dezember 1969 | 7.500.000   | Kummer                 | 309     |
|              | Wohlfahrtsmarken 1967: Märchen der Brüder Grimm: Frau Holle - Die fleißige Stieftochter spinnt am Spinnrad                                               | 10+5             | 3. Oktober            | 31. Dezember 1969 | 4.691.000   | Stefula                | 310     |
|              | - Frau Holle schüttelt die Betten aus, es schneit | 20+10            | 3. Oktober            | 31. Dezember 1969 | 4.988.000   | Stefula                | 311     |
|              | - Die fleißige Stieftochter wird zum Lohn mit Gold überschüttet                                                                                          | 30+15            | 3. Oktober            | 31. Dezember 1969 | 4.516.000   | Stefula                | 312     |
|              | - Die arbeitsscheue Tochter wird "zum Lohn" mit Pech überschüttet                                                                                        | 50+25            | 3. Oktober            | 31. Dezember 1969 | 3.701.000   | Stefula                | 313     |
|              | Wiederwahl des Bundespräsidenten Heinrich Lübke - Heinrich Lübke (1894–1972)                                                                             | 30               | 14. Oktober           | 31. Dezember 1969 | 10.850.000  | Schardt                | 314     |
|              | - Heinrich Lübke (1894–1972) | 50               | 14. Oktober           | 31. Dezember 1969 | 7.450.000   | Schardt                | 315     |
| Dauermarken  | |                  |                       |                   |             |                        |         |
| Bild         | Beschreibung | Werte in Pfennig | Ausgabe- datum (1967) | gültig bis        | Auflage     | Entwurf                | Mi.-Nr. |
|              | Dauermarkenserie: Deutsche Bauwerke aus zwölf Jahrhunderten - Wallpavillon des Dresdner Zwingers                                                         | 10               | 21. Juni              | 31. Dezember 1991 | 210.000.000 | Otto Rohse             | 272     |
|              | - Torhalle Lorsch | 20               | 17. November          | 31. Dezember 1991 | 40.000.000  | Otto Rohse             | 273     |
|              | - Das Nordertor in Flensburg | 30               | 17. Februar           | 31. Dezember 1991 | 45.000.000  | Otto Rohse             | 275     |
|              | - Die Pfälzer Burg Trifels | 40               | 4. August             | 31. Dezember 1991 | 5.000.000   | Otto Rohse             | 276     |
|              | - Das Schlosstor in Ellwangen (Jagst) | 50               | 4. August             | 31. Dezember 1991 | 9.000.000   | Otto Rohse             | 277     |
|              | - Das Treptower Tor in Neubrandenburg | 60               | 14. April             | 31. Dezember 1991 | 6.000.000   | Otto Rohse             | 278     |
|              | - Das Osthofentor, Soest | 70               | 14. April             | 31. Dezember 1991 | 6.000.000   | Otto Rohse             | 279     |
|              | - Ellinger Tor Weißenburg in Bayern | 80               | 21. Juni              | 31. Dezember 1991 | 5.000.000   | Otto Rohse             | 280     |
|              | Dauermarkenserie: Brandenburger Tor - Brandenburger Tor                                                                                                  | 100              | 14. April             | 31. Dezember 1991 | unbekannt   | Bundesdruckerei Berlin | 290     |